# Enoosni mineral
Enoosni minerali so razred anizotropnih mineralov, v katerega spadajo vsi minerali, ki kristalizirajo v tetragonalnih in heksagonalnih kristalnih sistemih. Minerali se imenujejo enoosni, ker imajo samo eno optično os. 
Svetloba, ki potuje v smeri optične osi, ima enake lastnosti kot v anizotropnih snoveh, se pravi da se smer polarizacije svetlobe pri prehodu skozi kristal ne spremeni. Če je optična os minerala orientirana pravokotno na mizico petrografskega mikroskopa z vstavljenim analizatorjem, bo zrno oslabelo svetlobo pri zasuku mizice za vseh 360º. 
V tetragonalnih in heksagonalnih mineralih je enojna optična os skladna s kristalografsko osjo c. To pomeni, da se svetloba, ki potuje vzporedno z osjo c, obnaša enako, kot da bi potovala v izotropni snovi, ker sta osi a (in b) enako dolgi, tako kot v kubičnih mineralih. 
Lomni količniki enoosnih mineralov se tako kot v drugih anizotropnih snoveh spreminjajo med dvema skrajnima vrednostma. Skrajna lomna količnika enoosnih mineralov se označujeta z ω ali n0 in ε ali ne (vzporeden z osjo c). Vmesne vrednosti se označujejo z ε'. 
Enoosni minerali so razdeljeni v dva razreda. Če je ω > ε, ima mineral negativen optični predznak in je enoosno negativen. Če je ε > ω, ima mineral pozitiven optični predznak in je enoosno poziziven.
Absolutna dvolomnost enoosnih mineralov je definirana kot absolutna razlika med skrajnima lomnima koločnikoma | ω - ε |.

## Vir
- S.A. Nelson, Mineralogy: Uniaxial Minerals, Uniaxial Indicatrix, Optic Sign, & Ray Path. [mrtva povezava] Posodobljeno 25. oktobra 2010.